# 人類季刊
《人类季刊》是一个伪科学期刊，内容涵盖体质人类学和文化人类学, 包括人類演化、智力、人种学、语言学、神话学、考古学和生物学。它被描述为“科學種族主義建制的基石”、“白人優越主義期刊”和“宣扬种族不平等的偽學術渠道” 《人類季刊》由白人民族主義組織人類多元性基金會（Human Diversity Foundation）出版。

## 历史
該雜誌於1960年在種族隔離主義者的資助下創辦，旨在成為種族隔離主義者表達其觀點的喉舌。创刊费用由先锋基金会的威克利夫·德雷珀 (Wickliffe Draper)支付。 创始人为Robert Gayre 、 Henry Garrett 、 Roger Pearson 、 Corrado Gini 、 Luigi Gedda （荣誉顾问委员会）、Otmar von Verschuer和Reginald Ruggles Gates。另一位早期编辑是赫伯特·查尔斯·桑伯恩（Herbert Charles Sanborn），他在1921年至1942年曾担任美國范德堡大学哲学与心理学系主任。該雜志最初于蘇格蘭爱丁堡由国际民族学和优生学促进会出版，该协会由德雷珀创立，旨在推广優生學和科学种族主义。
該期刊的創立是为了回应联合国教科文组织的一條宣言，該宣言否定种族作为生物学有效概念，并且呼籲结束美國南部的种族隔离。
1961年，体质人类学家胡安·科马斯 (Juan Comas)发表了一系列严厉批评该期刊的文章，他认为该期刊打着科学的幌子來傳播北歐主義和反犹太主义等已不足信的种族意识形态 。1963年，在该期刊创刊第一期后，撰稿人UR Ehrenfels 、TN Madan和Juan Comas表示，该期刊的编辑行爲存在偏见和误导性。该期刊发表了一系列针对科马斯的反驳和攻击作爲回應。科马斯在《当代人类学》杂志上指出，该期刊发表A.詹姆斯·格雷戈尔对科马斯的《种族神话》一书的评论是出于政治动机。科马斯声称该期刊通过坚持过时的种族意识形态歪曲了体质人类学领域，例如声称当时的种族生物学家认为犹太人是一个“生物种族”。其他人类学家抱怨说，那些与编辑委员会的种族意识形态不一致的段落在未经作者同意的情况下就从发表的文章中删除了 :163–164。
很少有專業學術的人類學家愿意在该期刊上发表文章或担任其董事会成员；Gates去世后，有人请同情该期刊观点的人类学家卡尔顿·S·库恩 (Carleton S. Coon)接替他，但他拒绝了这一提议，并表示“我担心，对于一名专业人类学家来说，接受你们董事会的成员资格将是死亡之吻”。该期刊在资助资金的支持下继续出版。出版商罗杰·皮尔逊（Roger Pearson）在1980年代和1990年代从先锋基金会获得了超过一百万美元的资助。
在1990年代的“钟形曲线战争”期间，这本期刊受到了很大的关注，因爲《钟形曲线》的反对者公开了这样一个事实：《钟形曲线》作者理查德·赫恩斯坦和查尔斯·默里所引用的一些著作最早曾发表在《人类季刊》上。在《纽约书评》中，查尔斯·莱恩 (Charles Lane) 提到了《钟形曲线》的“污染来源”，书中引用的参考书目中的17位研究人员曾为《人类季刊》撰写过文章，其中10人甚至也曾担任该杂志的编辑。 《人类季刊》是“一份臭名昭著的‘种族历史’杂志，由那些相信白种人基因优越性的人创办和资助。” 
该期刊自2015年1月起由阿尔斯特社会研究所（Ulster Institute for Social Research）出版，出版职责从罗杰·皮尔逊的社会和经济研究委员会（该委员会自1979年起出版该期刊）转移而来。

## 編輯
截至2023年，雜志主編為Gerhard Meisenberg。之前的編輯包括 Roger Pearson, Edward Dutton, 和理查德·林恩。

## 发行商
《人类季刊》由阿尔斯特社会研究所出版，该研究所由理查德·林恩担任主席，直至 2023 年去世。
自2024年起， 《人类季刊》由丹麦极右翼活动家埃米尔·柯克加德（Emil Kirkegaard）创立的白人民族主义人类多样性基金会出版。该基金会还出版《Aporia》杂志。
白人至上主义者、 OpenPsych杂志创始人埃米尔·柯克加德在2017年至2023年2月期间是《人类季刊》网站的注册人，此后WHOIS信息被匿名化。2024年2月，柯克加德在美國怀俄明注册成立了人类出版社有限责任公司 (Mankind Publishing House LLC)。

## 評論
《人类季刊》被描述为“科学种族主义建制的基石”、“白人至上主义杂志” 、“臭名昭著的种族主义杂志”和“科学种族主义的火焰守护者”。该杂志被批评为过于政治化和强烈的右倾，支持优生学，种族主义或法西斯主义。

## 摘要和索引
该期刊的文摘和索引收录于：
- ATLA 宗教数据库[33]
- 国际社会科学书目[34]
- 语言学与语言行为文摘[34]
- 现代语言协会数据库[34]
- 斯高帕斯[35]